# Poromyidae
De Poromyidae is een familie van tweekleppigen uit de orde Anomalodesmata.

## Geslachten
- Cetomya Dall, 1889
- Dermatomya Dall, 1889
- Dilemma Leal, 2008
- Lissomya Krylova, 1997
- Poromya Forbes, 1844